# Психолошка манипулација
Психолошка манипулација је врста друштвеног утицаја који има за циљ да промени перцепцију или понашање других људи преко прикривања, обмана или злоупотреба. Неке од средстава која се користе су задирање у приватност, релативизација истине, изазивање нарцизма, уплитање у задовољавање нагонских потреба, захтевање послушности, провоцирање осетљивости, провоцирање иритирања, изазивање осећања, охрабривање пројекције.
Манипулација је термин којом се означава коришћење различитих података или информација у циљу „завођења јавности”, односно усмеравање пажње ка оној поруци или значењу које аутор, без обзира на валидност података, жели да изазове. Користи се у свим сферама живота, а у социјалном раду често означава приказивање стања појединца или породице које посредно треба да подржи неку намеру или циљ, што иначе не произлази из законских или других локалних прописа. Често се у психологији користи и у значењу посебне манипулативне, насупрот вербалне способности.